# Trubín
Trubín är en ort i Tjeckien.   Den ligger i regionen Mellersta Böhmen, i den centrala delen av landet, 30 km sydväst om huvudstaden Prag. Trubín ligger 279 meter över havet och antalet invånare är 219.
Terrängen runt Trubín är kuperad åt nordost, men åt sydväst är den platt. Trubín ligger nere i en dal. Runt Trubín är det ganska glesbefolkat, med 42 invånare per kvadratkilometer. Närmaste större samhälle är Beroun, 5,5 km öster om Trubín. Trakten runt Trubín består till största delen av jordbruksmark.